# Chichibu (Saitama)
Chichibu (秩父市 Chichibu-shi?) es un shi (市, distrito urbano) y una ciudad capital de la municipalidad de su nombre, perteneciente a la Prefectura de Saitama, Japón. En noviembre de 2006, el distrito tenía una población estimada de 71.721 habitantes; su superficie es de 577,69 km².
Chichibu se convirtió en distrito urbano el 1 de abril de 1950, si bien, la región ya había desarrollado una existencia diferenciada durante varios siglos, con muchas tradiciones locales. Desde su creación, el distrito ha crecido mediante una serie de fusiones con pueblos y ciudades de distritos vecinos, la más reciente en el año 2005.

## Geografía

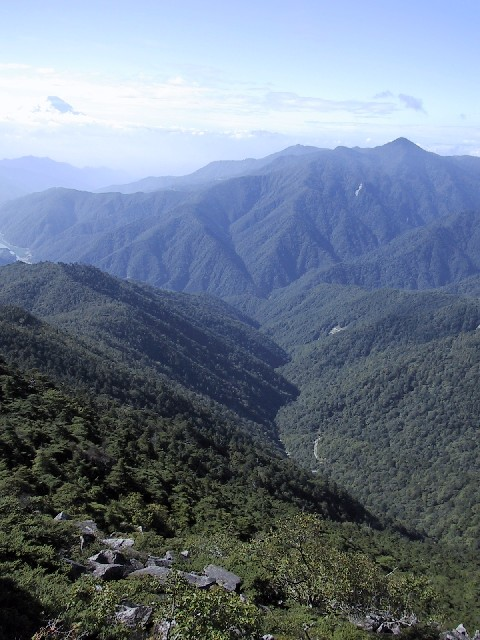
Oku-Chichibu (Montañas del "Interior de Chichibu").

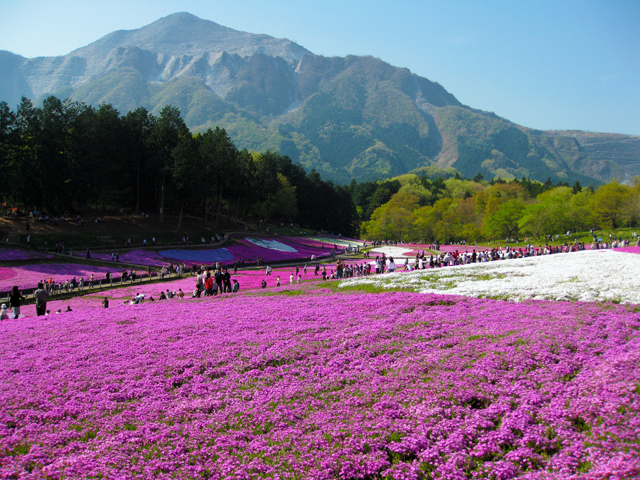
Hitsujiyama Park.

El distrito urbano está situado en la parte más occidental de su prefectura. A diferencia de otros distritos de Saitama, situados en la llanura de Kantō, Chichibu es muy montañoso, con la población concentrada en las terrazas fluviales del Arakawa. En términos de superficie, la ciudad de Chichibu es la municipalidad más grande de la Prefectura de Saitama: comparte fronteras con la Prefectura de Yamanashi, Nagano, Gunma y la Megápolis de Tokio. La mayor parte de la municipalidad está incluida en el parque nacional de Chichibu-Tama-Kai. 
Debido a que la región no es adecuada para el cultivo del arroz, tradicionalmente sus habitantes han dependido de la sericicultura y de la explotación forestal. Una de las principales fuentes de recursos para la región son las canteras de piedra caliza para la construcción del Monte Bukō, que está situado al sur del centro capitalino de Chichibu. El distrito está desplazando el foco de su desarrollo económico hacia el turismo rural, aprovechando la riqueza paisajística de su medio natural y su relativa proximidad al Área del Gran Tokio. Otra fuente importante de aprovechamiento está en el sector energético, con tres presas hidroeléctricas (Futase, Urayama y Takizawa) situadas en el Arakawa y sus afluentes de cabecera, que además sirven de agua potable a la Metrópoli de Tokio. El distrito también es famoso por su industria cervecera.

## Historia
La ciudad capital del distrito nació como lugar de mercado de la región, a la vez que se formaba la ciudad alrededor del Santuario de Chichibu. El antiguo nombre de la ciudad, Ōmiya (大宮郷 Ōmiya-gō, gran santuario), se deriva precisamente de ese centro de peregrinación. Es una coincidencia que tuviera el mismo nombre que el barrio de la capital de la Prefectura de Saitama, Ōmiya-ku (大宮区), que aloja al Santuario Hikawa.

### Cronología
- 708:  Se descubren menas de cobre en la región, la antigua provincia de Musashi, y el cobre se ofrece a la corte imperial. Por ello la Era Wadō (和銅, con el significado de "cobre japonés") se proclamó ese mismo año en reconocimiento de este suceso bienvenido, al comienzo del reinado de la Emperatriz Gemmei (元明天皇 Gemmei-tennō).[3]  El cobre se usó para acuñar la moneda que es reconocida como la primera divisa japonesa de la historia: Wadokaiho/Wadokaichin (和同開珎?), uno de los ejemplos de acuñación más antiguos de Japón -- Véase la imagen de una moneda Wado Kaichin en el Museo Numismático de Japón, en inglés.
- 1884:  La Revuelta de Chichibu: Un levantamiento de campesinos empobrecidos, influidos por el Movimiento para la Libertad y los Derechos del Pueblo (自由民権運動 Jiyū Minken Undō), que acabó mal: siete cabecillas fueron sentenciados a muerte en la horca y unos 4.000 campesinos fueron castigados.
- 1889:  Se funda la ciudad de Ōmiya.
- 1914:  Se inaugura la línea del Ferrocarril de Chichibu.
- 1916:  La ciudad de Ōmiya toma el nombre de Chichibu.
- 1950:  La ciudad de Chichibu alcanza el estatus de shi, distrito urbano.
- 1954:  Chichibu-shi absorbe los pueblos de Odamaki, Haraya y Kuna.
- 1957:  Chichibu-shi absorbe los pueblos de Takashino y Ōta.
- 1958:  Chichibu-shi absorbe la ciudad de Kagemori.
- 1969:  Se inaugura la Línea Seibu Chichibu de la compañía Ferrocarril de Seibu.
- 2005:  Chichibu-shi se fusiona con la ciudad de Yoshida y los pueblos de Arakawa y Ōtaki.

## Transporte

### Tren
Dos líneas sirven la ciudad: la línea principal de Chichibu y la línea Seibu Chichibu. El Chichibu Railway se construyó a lo largo del río Arakawa y abrió por primera vez en 1914. El Seibu Railway llegó a la ciudad en 1969 y se redujo considerablemente el tiempo del viaje a Tokio. Se tarda aproximadamente una hora y media en viajar desde la estación de Seibu Chichibu a la estación de Ikebukuro, una de las principales terminales de tren en Tokio. Estas líneas llevan a las personas, así como la piedra caliza de Monte BUKO. Las dos líneas se conectan directamente el 1 de abril de 1989. Chichibu Railway también operó el teleférico Mitsumine, que lleva a los pasajeros que visitan al  santuario de Mitsumine. El teleférico fue puesto fuera de servicio desde el 19 de mayo de 2006, y fue abandonado oficialmente el 1 de diciembre de 2007.
- Seibu Railway - Seibu Chichibu Line
  - Seibu-Chichibu

- Chichibu Railway - Chichibu Main Line
  - Wadō-Kuroya - Ōnohara - Chichibu - Ohanabatake - Kagemori - Urayamaguchi - Bushū-Nakagawa - Bushū-Hino - Shiroku - Mitsumineguchi

### Autovías
Dos carreteras nacionales, Ruta 140 y 299, sirven la ciudad. La Ruta 140 conecta la ciudad con su intercambio a la autopista más cercana, Hanazono Intercambio del Kan-Etsu Expressway. La ciudad no tiene comunicación por carretera a la prefectura de Yamanashi, debido a escarpadas de las montañas Okuchichibu, pero la apertura del túnel de Karisaka en 1998 permitió a la ciudad para conectarse a Yamanashi.
- Ruta Estatal de Japón 140
- Ruta Estatal de Japón 299

## Cultura popular
Chichibu es el escenario de la serie de anime Ano Hi Mita Hana no Namae o Bokutachi wa Mada Shiranai (Anohana) y de las películas de anime El himno del corazón y Her Blue Sky, todas ellas escritas por Mari Okada, quien nació en esta ciudad.